# Провулок Миколи Бурачека
Прову́лок Мико́ли Бура́чека — провулок у Голосіївському районі міста Києва, місцевість Багринова гора. Пролягає від проспекту Науки (двічі, утворюючи підковоподібну форму).

## Історія
Виник у 1-й половині XX століття, мав назву провулок Шевченка, на честь Тараса Шевченка. 1955 року отримав назву провулок Левітана на честь російського художника-пейзажиста Ісаака Левітана.
Сучасна назва на честь українського живописця Миколи Бурачека — з травня 2023 року.